# 深沢茂之
深沢 茂之（ふかさわ しげゆき、1958年（昭和33年）3月11日 - ）は、日本の裁判官。東京高等裁判所判事、横浜地方裁判所部総括判事、山形地方裁判所所長等を経て、仙台高等裁判所部総括判事。

## 人物・経歴
新潟県新潟市出身。1981年専修大学法学部卒業。1985年旧司法試験合格。1988年裁判官任官、名古屋地方裁判所判事補。1990年山形地方裁判所判事補。1993年東京地方裁判所判事補。1996年松山地方裁判所西条支部判事補。1998年松山地方裁判所西条支部判事。1999年東京地方裁判所判事。2002年長野地方裁判所上田支部判事。2004年長野地方裁判所上田支部長。2007年東京地方裁判所判事。2010年甲府地方裁判所部総括判事。2013年東京高等裁判所判事。2015年横浜地方裁判所部総括判事。2019年山形地方裁判所所長、山形家庭裁判所所長。2022年仙台高等裁判所部総括判事。2023年定年退官。

## 裁判
- 東名高速夫婦死亡事故で危険運転致死傷罪に問われた被告人に対し、停車後の事故であることを理由に危険運転致死傷罪は成立しないとして無罪を主張していた弁護士の主張を退け、「執拗な犯行」と糾弾し、懲役18年を言い渡した[9][10]。
- 三春町ひき逃げ殺人事件の控訴審を担当した。第一審・福島地裁郡山支部の死刑判決を破棄し、被告人に無期懲役を言い渡した[11]。

## 著作
- 『Q&A民刑事項名簿と身分証明事務』（西村年弘と共著）日本加除出版 1995年、新版2006年
- 『破産・民事再生の実務（上巻・下巻）』（園尾隆司と共編）金融財政事情研究会 2001年
- 『企業再建の真髄』（清水直編著, 共著）商事法務 2005年